# Ferdinand (měsíc)

Ferdinand je jeden z malých vnějších měsíců planety Uran s prográdní oběžnou dráhou, je nejvzdálenější ze známých Uranových měsíců. Od planety je vzdálen 20 901 000 kilometrů. Jeho průměr není přesně znám, odhaduje se na cca 20 km a hmotnost cca ~1.3×1015 kg. Oběžná doba je 2887,21 dne.
Byl objeven 13. srpna 2001 Matthewem Holmanem, Johnem J. Kavelaarsem a dalšími astronomy. Původní označení měsíce bylo S/2001 U 2.
Podobně jako ostatní měsíce Uranu nese Ferdinand své jméno podle postavy z díla Williama Shakespeara, tento konkrétně podle syna neapolského krále Alonsa ze hry Bouře.